# Tacata'
"Tacata'" (også "Tacatà" og "Tacatá") er en international single af den italienske duo Tacabro med den cubanske sanger Martínez Rodríguez. Sangen nåede toppen af dansk Track Top-40. Sangen er skrevet af Mario Romano og Salvatore Sapienza (Romano & Sapienza) og Raul-Rodriguez Martinez.